# Kursujärvi (Gällivare socken, Lappland, 744610-177088)
Kursujärvi är en sjö i Gällivare kommun i Lappland och ingår i Kalixälvens huvudavrinningsområde.